# Kimbo Slice
Kevin Ferguson (Nassau, 1974. február 8. – Coral Springs, 2016. június 6.), ismertebb nevén Kimbo Slice bahamai vegyes harcművész, bokszoló, ökölvívó, puszta kezes bokszoló, profi pankrátor és alkalmi színész volt. A különböző utcai harcokról vált ismertté, amelyek az interneten terjedtek el, ami azt eredményezte, hogy a Rolling Stone „The King of the Web Brawlers”-nek nevezte.
Slice otthagyta az underground küzdősportot, és 2007-ben profi szerződést kötött az EliteXC-vel. 

## Élete
A bahamai Nassauban született, de gyermekként az Egyesült Államokba költözött, és a floridai Cutler Ridge-ben nőtt fel. Fergusont testvérével, Devonnal és nővérével, Reneával együtt édesanyja, Rosemary Clarke nevelte fel. 1994 májusában feleségül vette L. Shontae Fergusont, gyermekei, RaeChelle, Kevin II és Kevinah édesanyját.

## Boksz karriere
2010 augusztusában Slice bejelentette, hogy profi bokszolóvá kíván válni. Kijelentette: „Úgy érzem magam, mint egy kisbaba. Éjszakánként erre gondolok. Problémát fogok okozni a nehézsúlyban. Rossz modorral fogok bejönni. Látni akarom, milyen érzés eltörni néhány bordát, eltörni egy állkapcsot egyetlen ütéssel. Ez egy karrier terv. Szeretek bunyózni. Szeretem kiütni az embereket. Szeretek harcolni. Talán néhányan azt hiszik, hogy őrült vagyok.”
Roy Jones Jr. azt mondta, hogy szívesen megküzdene Slice-szel, de Slice-nek valószínűleg több bokszmeccsre lenne szüksége előtte, hogy tapasztalatot és ismertséget szerezzen a sportágban.
Slice 2011. augusztus 13-án debütált a profi ökölvívásban. A 39 éves James Wade (0-1) ellen bokszolt egy négymenetes főmérkőzésen az oklahomai Miami Buffalo Run Casino-ban. A mérkőzést KO-val nyerte meg az első menet 0:10 percében.
Október 15-én Slice visszatért a bokszringbe, és az első menetben KO-val legyőzte Tay Bledsoe-t (2-3). December 30-án egyhangú döntéssel legyőzte Charles Hackmannt (0-1), négy menetből hármat megnyerve.
Slice következő mérkőzése Ausztráliában volt az Anthony Mundine vs Daniel Geale mérkőzésen, 2013. január 30-án. A második menetben TKO-val legyőzte Shane Tilyardot (6-6).

## Profi pankráció
Slice 2011. február 5-én debütált volna a profi pankrációban a korábbi szumóbirkózó Shinichi Suzukawa ellen az Inoki Genome Federation "Genome 14" rendezvényén a japán Fukuokában; visszalépett a mérkőzéstől, mivel edzés közben megsérült.

## Magánélete
Slice-nak öt vér szerinti gyermeke született: három fia, Kevin Jr. – aki szintén vegyes harcművész, Kevin II. és Kevlar, valamint két lánya, Kevina és Kassandra. Két mostohalánya is volt, Rae'Chelle (első feleségétől, Shontae-től) és Kiara. Halála előtt élvezte, hogy két unokájával, K3-mal és JuJu-val (Akieno) töltheti az időt, harmadik unokája, Kimbo-Legacy és unokája, Isis pedig halála után született. Halála idején jegyes volt régi barátnőjével.

## Halála
2016. június 5-én Slice-t a floridai Coral Springs-i otthona közelében lévő kórházba szállították. Nem sokkal később, június 6-án szívelégtelenségben elhunyt. A boncolás a máján egy daganatot is kimutatott. Scott Coker, a Bellator MMA vezérigazgatója elmondta: „A Bellator csapat szeretett tagjának, Kimbo Slice-nak a lesújtó és idő előtti elvesztése mindannyiunkat megdöbbentett és elszomorított”.

## Filmográfia
| Év   | Magyar cím                               | Eredeti cím                                | Szerep            |
| ---- | ---------------------------------------- | ------------------------------------------ | ----------------- |
| 2008 |                                          | Merry Christmas, Drake & Josh              | Bludge            |
| 2009 |                                          | Blood and Bone                             | J.C.              |
| 2010 | Harcosok börtöne                         | Locked Down                                | King              |
| 2010 |                                          | Circle of Pain                             | Reg               |
| 2012 | A Skorpiókirály 3. – Harc a megváltásért | The Scorpion King 3: Battle for Redemption | Zulu Kondo        |
| 2015 |                                          | Dawg Fight                                 | Önmaga (bokszoló) |

## Fordítás
- Ez a szócikk részben vagy egészben  a   Kimbo Slice című angol Wikipédia-szócikk fordításán alapul.  Az eredeti cikk szerkesztőit annak laptörténete sorolja fel. Ez a jelzés csupán a megfogalmazás eredetét és a szerzői jogokat jelzi, nem szolgál a cikkben szereplő információk forrásmegjelöléseként.